# كريس بيرمان
كريس بيرمان (بالإنجليزية: Chris Berman) هو معلق رياضي أمريكي، ولد في 10 مايو 1955 في غرينيتش في الولايات المتحدة.

## وصلات خارجية
- كريس بيرمان على موقع IMDb (الإنجليزية)
- كريس بيرمان على موقع ميوزك برينز (الإنجليزية)
- كريس بيرمان على موقع إن إن دي بي (الإنجليزية)
- كريس بيرمان على موقع قاعدة بيانات الفيلم (الإنجليزية)